# Municipio de Jasper (condado de Crawford)
El municipio de Jasper (en inglés: Jasper Township) es un municipio ubicado en el condado de Crawford en el estado estadounidense de Arkansas. En el año 2010 tenía una población de 2495 habitantes y una densidad poblacional de 43,24 personas por km².

## Geografía
El municipio de Jasper se encuentra ubicado en las coordenadas 35°31′13″N 94°24′18″O / 35.52028, -94.40500. Según la Oficina del Censo de los Estados Unidos, el municipio tiene una superficie total de 57.7 km², de la cual 57,56 km² corresponden a tierra firme y (0,23 %) 0,13 km² es agua.

## Demografía
Según el censo de 2010, había 2495 personas residiendo en el municipio de Jasper. La densidad de población era de 43,24 hab./km². De los 2495 habitantes, el municipio de Jasper estaba compuesto por el 93,39 % blancos, el 0,2 % eran afroamericanos, el 2,65 % eran amerindios, el 0,48 % eran asiáticos, el 1,12 % eran de otras razas y el 2,16 % eran de una mezcla de razas. Del total de la población el 2,69 % eran hispanos o latinos de cualquier raza.